# Гебхард (граф Ортенбурга)
Гебхард (нем. Gebhard von Ortenburg; ум. ок. 1275) — граф Мураха и Ортенбурга, старший сын Генриха I фон Ортенбург и его второй жены Рихгарды фон Гогенбург.
В 1238 году вместе с матерью и братьями Дипольдом и Рапото IV получил от отца графство Мурах в Верхнем Пфальце.
Враждовал с Генрихом II — сыном Генриха I от его первой жены. Попросил защиты у герцога Баварии Людвига II, за которую тот конфисковал в свою пользу часть графства Ортенбург.
В 1257 году Генрих II умер, и его владения достались Гебхарду и его младшим братьям.
В 1271 году Гебхард, Дипольд и Рапото IV продали свои владения в Верхнем Пфальце за 675 фунтов пассауских пфеннигов. В следующем году они продали герцогу Верхней Баварии Людвигу II оставшуюся часть графства Мурах. После этого в их владении остался только Ортенбург.
Гебхард женат не был и потомства не оставил. Его владения унаследовал Рапото IV.